# Sus ahoenobarbus
Sus ahoenobarbus är ett däggdjur i familjen svindjur som lever endemisk på ön Palawan och mindre öar i samma område.

## Beskrivning
Arten liknar skäggsvinet i utseende och räknades tidigare som underart till skäggsvinet. Med en längd mellan 1 och 1,6 meter, en mankhöjd omkring 1 meter och en genomsnittlig vikt av 150 kg är Sus ahoenobarbus tydlig mindre. Arten har ett vitgult skägg vid trynet och gråbruna borstlika hår på kroppen. Djuret vistas främst i skogar upp till 1 500 meter över havet.
Liksom hos flera andra svindjur bildar individer av honkön små grupper tillsammans med sina ungar, vuxna hannar lever utanför parningstiden ensam. Födan utgörs främst av växtämnen som frukter och rötter samt av ryggradslösa djur och as. Dräktigheten varar i 90 till 120 dagar och sedan föds 3 till 11 ungar. Nyfödda ungar tillbringar sina första veckor i en skyddande bo.
På grund av intensiv jakt och skogsavverkningar listas arten av IUCN som sårbar (vulnerable).